# Distretti dell'Algeria
I distretti dell'Algeria (in arabo دائرة‎?, dāʾira) costituiscono la suddivisione territoriale di secondo livello del Paese, dopo le province, e ammontano a 548; ciascuno di essi si suddivide a sua volta in comuni (baladiyat), pari nel loro complesso a 1541.
I distretti nacquero come arrondissement all'epoca della colonizzazione francese, mantenuti per 6 anni dopo l'indipendenza (fino al 1968) e in seguito rinominati "dāʾira", con modifiche anche alle loro funzioni.
L'amministrazione dei distretti è affidata a un capo-distretto (chef de daïra) nominato dal Presidente della Repubblica. I distretti sono l'unico livello amministrativo del paese con cariche non elettive, oltre che il meno importante.

## Lista

### Provincia di Adrar
| Distretto      | Capoluogo      |
| -------------- | -------------- |
| Adrar          | Adrar          |
| Aoulef         | Aoulef         |
| Fenoughil      | Fenoughil      |
| Reggane        | Reggane        |
| T'Sabit        | T'Sabit        |
| Zaouiet Kounta | Zaouiet Kounta |

### Provincia di Algeri
| Distretto    | Capoluogo    |
| ------------ | ------------ |
| Baraki       | Baraki       |
| Birtouta     | Birtouta     |
| Birmendreïs  | Birmendreïs  |
| Bouzaréah    | Bouzaréah    |
| Bab El Oued  | Bab El Oued  |
| Chéraga      | Chéraga      |
| Dar El Beïda | Dar El Beïda |
| Draria       | Draria       |
| El Harrach   | El Harrach   |
| Hussein Dey  | Hussein Dey  |
| Rouïba       | Rouïba       |
| Sidi M'Hamed | Sidi M'Hamed |
| Zéralda      | Zéralda      |

### Provincia di Al-Mani'a
| Distretto | Capoluogo |
| --------- | --------- |
| Al-Mani'a | Al-Mani'a |
| Mansoura  | Mansoura  |

### Provincia di Annaba
| Distretto | Capoluogo |
| --------- | --------- |
| Aïn Berda | Aïn Berda |
| Annaba    | Annaba    |
| Berrahal  | Berrahal  |
| Chetaïbi  | Chetaïbi  |
| El Bouni  | El Bouni  |
| El Hadjar | El Hadjar |

### Provincia di ʿAyn Defla
| Distretto           | Capoluogo           |
| ------------------- | ------------------- |
| ʿAyn Defla          | ʿAyn Defla          |
| Aïn Lechiakh        | Aïn Lechiakh        |
| Bathia              | Bathia              |
| Borj el-Amir Khaled | Borj el-Amir Khaled |
| Boumedfaâ           | Boumedfaâ           |
| Djendel             | Djendel             |
| Djelida             | Djelida             |
| El Abadia           | El Abadia           |
| El Amra             | El Amra             |
| El Attaf            | El Attaf            |
| Hammam Righa        | Hammam Righa        |
| Khemis Miliana      | Khemis Miliana      |
| Miliana             | Miliana             |
| Rouina              | Rouina              |

### Provincia di ʿAyn Temūshent
| Distretto          | Capoluogo          |
| ------------------ | ------------------ |
| Aïn Kihal          | Aïn Kihal          |
| Aïn El Arbaa       | Aïn El Arbaa       |
| ʿAyn Temūshent     | ʿAyn Temūshent     |
| Béni Saf           | Béni Saf           |
| El Amria           | El Amria           |
| El Malah           | El Malah           |
| Hammam Bou Hadjar  | Hammam Bou Hadjar  |
| Oulhaça El Gheraba | Oulhaça El Gheraba |

### Provincia di Batna
| Distretto        | Capoluogo        |
| ---------------- | ---------------- |
| Aïn Djasser      | Aïn Djasser      |
| Aïn Touta        | Aïn Touta        |
| Arris            | Arris            |
| Barika           | Barika           |
| Batna            | Batna            |
| Bouzina          | Bouzina          |
| Chemora          | Chemora          |
| Djezzar          | Djezzar          |
| El Madher        | El Madher        |
| Ichmoul          | Ichmoul          |
| Menaâ            | Menaâ            |
| Merouana         | Merouana         |
| N'Gaous          | N'Gaous          |
| Ouled Si Slimane | Ouled Si Slimane |
| Ras El Aioun     | Ras El Aioun     |
| Seggana          | Seggana          |
| Seriana          | Seriana          |
| Tazoult          | Tazoult          |
| Théniet El Abed  | Théniet El Abed  |
| Timgad           | Timgad           |
| T'Kout           | T'Kout           |

### Provincia di Béchar
| Distretto  | Capoluogo  |
| ---------- | ---------- |
| Abadla     | Abadla     |
| Béchar     | Béchar     |
| Beni Ounif | Beni Ounif |
| Lahmar     | Lahmar     |
| Kénadsa    | Kénadsa    |
| Taghit     | Taghit     |

### Provincia di Béjaïa
| Distretto        | Capoluogo      |
| ---------------- | -------------- |
| Adekar           | Adekar         |
| Akbou            | Akbou          |
| Amizour          | Amizour        |
| Aokas            | Aokas          |
| Barbacha         | Barbacha       |
| Béjaïa           | Béjaïa         |
| Beni Maouche     | Beni Maouche   |
| Chemini          | Chemini        |
| Darguina         | Darguina       |
| El Kseur         | El Kseur       |
| Ifri-Ouzellaguen | Ouzellaguen    |
| Ighil Ali        | Ighil Ali      |
| Kherrata         | Kherrata       |
| Seddouk          | Seddouk        |
| Sidi Aïch        | Sidi Aïch      |
| Souk El Tenine   | Souk El Tenine |
| Tazmalt          | Tazmalt        |
| Tichy            | Tichy          |
| Timezrit         | Timezrit       |

### Provincia di Béni Abbès
| Distretto     | Capoluogo     |
| ------------- | ------------- |
| Béni Abbès    | Béni Abbès    |
| El Ouata      | El Ouata      |
| Igli          | Igli          |
| Kerzaz        | Kerzaz        |
| Ouled Khoudir | Ouled Khoudir |
| Tabelbala     | Tabelbala     |

### Provincia di Biskra
| Distretto       | Capoluogo       |
| --------------- | --------------- |
| Biskra          | Biskra          |
| Djemorah        | Djemorah        |
| El Kantara      | El Kantara      |
| El Outaya       | El Outaya       |
| Foughala        | Foughala        |
| M'Chouneche     | M'Chouneche     |
| Ourlal          | Ourlal          |
| Sidi Okba       | Sidi Okba       |
| Tolga           | Tolga           |
| Zeribet El Oued | Zeribet El Oued |

### Provincia di Blida
| Distretto      | Capoluogo      |
| -------------- | -------------- |
| Blida          | Blida          |
| Boufarik       | Boufarik       |
| Buqara         | Buqara         |
| Bouïnian       | Bouïnian       |
| El Affroun     | El Affroun     |
| Larbaâ         | Larbaâ         |
| Meftah         | Meftah         |
| Mouzaia        | Mouzaia        |
| Oued El Alleug | Oued El Alleug |
| Ouled Yaïch    | Ouled Yaïch    |

### Provincia di Bordj Badji Mokhtar
| Distretto           | Capoluogo           |
| ------------------- | ------------------- |
| Bordj Badji Mokhtar | Bordj Badji Mokhtar |

### Provincia di Bordj Bou Arreridj
| Distretto          | Capoluogo          |
| ------------------ | ------------------ |
| Aïn Taghrout       | Aïn Taghrout       |
| Bir Kasd Ali       | Bir Kasd Ali       |
| Bordj Bou Arreridj | Bordj Bou Arreridj |
| Bordj Ghedir       | Bordj Ghedir       |
| Bordj Zemoura      | Bordj Zemoura      |
| Djaâfra            | Djaâfra            |
| El Hamadia         | El Hamadia         |
| Mansoura           | Mansoura           |
| Medjana            | Medjana            |
| Ras El Oued        | Ras El Oued        |

### Provincia di Bouira
| Distretto        | Capoluogo        |
| ---------------- | ---------------- |
| Aïn Bessem       | Aïn Bessem       |
| Bechloul         | Bechloul         |
| Bir Ghbalou      | Bir Ghbalou      |
| Bordj Okhriss    | Bordj Okhriss    |
| Bouira           | Bouira           |
| El Hachimia      | El Hachimia      |
| Haizer           | Haizer           |
| Kadiria          | Kadiria          |
| Lakhdaria        | Lakhdaria        |
| M'Chedallah      | M'Chedallah      |
| Souk El Khemis   | Souk El Khemis   |
| Sour El Ghozlane | Sour El Ghozlane |

### Provincia di Boumerdès
| Distretto         | Capoluogo         |
| ----------------- | ----------------- |
| Baghlia           | Baghlia           |
| Bordj Menaïel     | Bordj Menaïel     |
| Boudouaou         | Boudouaou         |
| Boumerdès         | Boumerdès         |
| Dellys            | Dellys            |
| Isser             | Isser             |
| Khemis El Khechna | Khemis El Khechna |
| Naciria           | Naciria           |
| Thénia            | Thénia            |

### Provincia di Chlef
| Distretto            | Capoluogo            |
| -------------------- | -------------------- |
| Abou El Hassan       | Abou El Hassan       |
| Aïn Merane           | Aïn Merane           |
| Beni Haoua           | Beni Haoua           |
| Boukadir             | Boukadir             |
| Chlef                | Chlef                |
| El Karimia           | El Karimia           |
| El Marsa             | El Marsa             |
| Oued Fodda           | Oued Fodda           |
| Ouled Ben Abdelkader | Ouled Ben Abdelkader |
| Ouled Fares          | Ouled Fares          |
| Taougrit             | Taougrit             |
| Ténès                | Ténès                |
| Zeboudja             | Zeboudja             |

### Provincia di Costantina
| Distretto      | Capoluogo      |
| -------------- | -------------- |
| Aïn Abid       | Aïn Abid       |
| Costantina     | Costantina     |
| El Khroub      | El Khroub      |
| Hamma Bouziane | Hamma Bouziane |
| Ibn Ziad       | Ibn Ziad       |
| Zighoud Youcef | Zighoud Youcef |

### Provincia di Djanet
| Distretto | Capoluogo |
| --------- | --------- |
| Djanet    | Djanet    |

### Provincia di Djelfa
| Distretto      | Capoluogo      |
| -------------- | -------------- |
| Aïn El Bell    | Aïn El Ibel    |
| Aïn Oussara    | Aïn Oussara    |
| Birine         | Birine         |
| Charef         | Charef         |
| Dar Chioukh    | Dar Chioukh    |
| Djelfa         | Djelfa         |
| El Idrissia    | El Idrissia    |
| Faidh El Botma | Faidh El Botma |
| Had-Sahary     | Had-Sahary     |
| Hassi Bahbah   | Hassi Bahbah   |
| Messaâd        | Messaâd        |
| Sidi Ladjel    | Sidi Ladjel    |

### Provincia di El Bayadh
| Distretto             | Capoluogo             |
| --------------------- | --------------------- |
| Boualem               | Boualem               |
| Bougtoub              | Bougtoub              |
| Boussemghoun          | Boussemghoun          |
| Brezina               | Brezina               |
| Chellala              | Chellala              |
| El Abiodh Sidi Cheikh | El Abiodh Sidi Cheikh |
| El Bayadh             | El Bayadh             |
| Rogassa               | Rogassa               |

### Provincia di El M'Ghair
| Distretto  | Capoluogo  |
| ---------- | ---------- |
| Djamaa     | Djamaa     |
| El M'Ghair | El M'Ghair |

### Provincia di El Oued
| Distretto     | Capoluogo     |
| ------------- | ------------- |
| Bayadha       | Bayadha       |
| Debila        | Debila        |
| El Oued       | El Oued       |
| Guemar        | Guemar        |
| Hassi Khalifa | Hassi Khalifa |
| Magrane       | Magrane       |
| Mih Ouansa    | Mih Ouansa    |
| Reguiba       | Reguiba       |
| Robbah        | Robbah        |
| Taleb Larbi   | Taleb Larbi   |

### Provincia di El Tarf
| Distretto  | Capoluogo  |
| ---------- | ---------- |
| Ben Mehidi | Ben Mehidi |
| Besbes     | Besbes     |
| Bouhadjar  | Bouhadjar  |
| Bouteldja  | Bouteldja  |
| Dréan      | Dréan      |
| El Kala    | El Kala    |
| El Tarf    | El Tarf    |

### Provincia di Ghardaïa
| Distretto          | Capoluogo         |
| ------------------ | ----------------- |
| Berianne           | Berriane          |
| Bounoura           | Bounoura          |
| Dhayat Ben Dhahoua | Dhayet Bendhahoua |
| El Guerrara        | El Guerrara       |
| Ghardaïa           | Ghardaïa          |
| Metlili            | Metlili           |
| Zelfana            | Zelfana           |

### Provincia di Guelma
| Distretto         | Capoluogo         |
| ----------------- | ----------------- |
| Aïn Makhlouf      | Aïn Makhlouf      |
| Bouchegouf        | Bouchegouf        |
| Guelaat Bou Sbaa  | Guelaat Bou Sbaa  |
| Guelma            | Guelma            |
| Hammam Debagh     | Hammam Debagh     |
| Hammam N'Bails    | Hammam N'Bail     |
| Héliopolis        | Héliopolis        |
| Houari Boumédiène | Houari Boumédiène |
| Khezaras          | Khezara           |
| Oued Zenati       | Oued Zenati       |

### Provincia di Illizi
| Distretto | Capoluogo |
| --------- | --------- |
| Illizi    | Illizi    |
| In Aménas | In Aménas |

### Provincia di In Guezzam
| Distretto  | Capoluogo  |
| ---------- | ---------- |
| In Guezzam | In Guezzam |

### Provincia di In Salah
| Distretto | Capoluogo |
| --------- | --------- |
| In Ghar   | In Ghar   |
| In Salah  | In Salah  |

### Provincia di Jijel
| Distretto        | Capoluogo        |
| ---------------- | ---------------- |
| Chekfa           | Chekfa           |
| Djimla           | Djimla           |
| El Ancer         | El Ancer         |
| El Aouana        | El Aouana        |
| El Milia         | El Milia         |
| Jijel            | Jijel            |
| Settara          | Settara          |
| Sidi Maarouf     | Sidi Maarouf     |
| Taher            | Taher            |
| Texenna          | Texenna          |
| Ziama Mansouriah | Ziama Mansouriah |

### Provincia di Khenchela
| Distretto     | Capoluogo      |
| ------------- | -------------- |
| Aïn Touila    | Aïn Touila     |
| Babar         | Babar          |
| Bouhmama      | Bouhmama       |
| Chechar       | Chechar        |
| El Hamma      | El Hamma       |
| Kais          | Kais           |
| Khenchela     | Khenchela      |
| Oued Rechache | Ouled Rechache |

### Provincia di Laghouat
| Distretto         | Capoluogo         |
| ----------------- | ----------------- |
| Aflou             | Aflou             |
| Aïn Madhi         | Aïn Madhi         |
| Brida             | Brida             |
| El Ghicha         | El Ghicha         |
| Gueltat Sidi Saad | Gueltat Sidi Saad |
| Hassi R'Mel       | Hassi R'Mel       |
| Ksar El Hirane    | Ksar El Hirane    |
| Laghouat          | Laghouat          |
| Oued Morra        | Oued Morra        |
| Sidi Makhlouf     | Sidi Makhlouf     |

### Provincia di M'Sila
| Distretto         | Capoluogo         |
| ----------------- | ----------------- |
| Aïn El Hadjel     | Aïn El Hadjel     |
| Aïn El Melhe      | Aïn El Melh       |
| Ben Srour         | Ben Srour         |
| Bou Saada         | Bou Saada         |
| Chellal           | Chellal           |
| Djebel Messaad    | Djebel Messaad    |
| Hammam Dhalaa     | Hammam Dhalaa     |
| Khoubana          | Khoubana          |
| M'Sila            | M'Sila            |
| Magra             | Magra             |
| Medjedel          | Medjedel          |
| Ouled Derradj     | Ouled Derradj     |
| Ouled Sidi Brahim | Ouled Sidi Brahim |
| Sidi Aïssa        | Sidi Aïssa        |
| Sidi Ameur        | Sidi Ameur        |

### Provincia di Mascara
| Distretto     | Capoluogo     |
| ------------- | ------------- |
| Aïn Fares     | Aïn Fares     |
| Aïn Fekan     | Aïn Fekan     |
| Aouf          | Aouf          |
| Bou Hanifia   | Bou Hanifia   |
| El Bordj      | El Bordj      |
| Ghriss        | Ghriss        |
| Hachem        | Hachem        |
| Mascara       | Mascara       |
| Mohammadia    | Mohammadia    |
| Oggaz         | Oggaz         |
| Oued El Abtal | Oued El Abtal |
| Oued Taria    | Oued Taria    |
| Sig           | Sig           |
| Tighennif     | Tighennif     |
| Tizi          | Tizi          |
| Zahana        | Zahana        |

### Provincia di Médéa
| Distretto             | Capoluogo             |
| --------------------- | --------------------- |
| Aïn Boucif            | Aïn Boucif            |
| Aziz                  | Aziz                  |
| Beni Slimane          | Beni Slimane          |
| Berrouaghia           | Berrouaghia           |
| Chahbounia            | Chahbounia            |
| Chellalet El Adhaoura | Chellalet El Adhaoura |
| El Azizia             | El Azizia             |
| El Guelb El Kebir     | El Guelb El Kebir     |
| El Omaria             | El Omaria             |
| Ksar el Boukhari      | Ksar el Boukhari      |
| Médéa                 | Médéa                 |
| Ouamri                | Ouamri                |
| Ouled Antar           | Ouled Antar           |
| Ouzera                | Ouzera                |
| Seghouane             | Seghouane             |
| Sidi Naâmane          | Sidi Naâmane          |
| Si Mahdjoub           | Si Mahdjoub           |
| Souagui               | Souagui               |
| Tablat                | Tablat                |

### Provincia di Mila
| Distretto          | Capoluogo          |
| ------------------ | ------------------ |
| Aïn Beida Harriche | Aïn Beida Harriche |
| Bouhatem           | Bouhatem           |
| Chelghoum Laïd     | Chelghoum Laïd     |
| Ferdjioua          | Ferdjioua          |
| Grarem Gouga       | Grarem Gouga       |
| Mila               | Mila               |
| Oued Endja         | Oued Endja         |
| Rouached           | Rouached           |
| Sidi Mérouane      | Sidi Mérouane      |
| Tadjenanet         | Tadjenanet         |
| Tassadane Haddada  | Tassadane Haddada  |
| Teleghma           | Teleghma           |
| Terrai Bainen      | Terrai Bainen      |

### Provincia di Mostaganem
| Distretto     | Capoluogo     |
| ------------- | ------------- |
| Achaacha      | Achaacha      |
| Aïn Nouïssy   | Aïn Nouïssy   |
| Aïn Tedles    | Aïn Tedles    |
| Bouguirat     | Bouguirat     |
| Hassi Mameche | Hassi Mameche |
| Kheireddine   | Kheireddine   |
| Mesra         | Mesra         |
| Mostaganem    | Mostaganem    |
| Sidi Ali      | Sidi Ali      |
| Sidi Lakhdar  | Sidi Lakhdar  |

### Provincia di Naâma
| Distretto       | Capoluogo       |
| --------------- | --------------- |
| Aïn Séfra       | Aïn Séfra       |
| Asla            | Asla            |
| Mécheria        | Mécheria        |
| Mekmen Ben Amar | Mekmen Ben Amar |
| Moghrar         | Moghrar         |
| Naâma           | Naâma           |
| Sfissifa        | Sfissifa        |

### Provincia di Orano
| Distretto   | Capoluogo   |
| ----------- | ----------- |
| Aïn El Turk | Aïn El Turk |
| Arzew       | Arzew       |
| Bethioua    | Bethioua    |
| Bir El Djir | Bir El Djir |
| Boutlelis   | Boutlelis   |
| Es Senia    | Es Senia    |
| Gdyel       | Gdyel       |
| Orano       | Orano       |
| Oued Tlelat | Oued Tlelat |

### Provincia di Ouargla
| Distretto      | Capoluogo      |
| -------------- | -------------- |
| El Borma       | El Borma       |
| El Hadjira     | El Hadjira     |
| Hassi Messaoud | Hassi Messaoud |
| Megarine       | Megarine       |
| N'Goussa       | N'Goussa       |
| Ouargla        | Ouargla        |
| Sidi Khouiled  | Sidi Khouiled  |
| Taibet         | Taibet         |
| Tamacine       | Tamacine       |
| Touggourt      | Touggourt      |

### Provincia di Ouled Djellal
| Distretto     | Capoluogo     |
| ------------- | ------------- |
| Ouled Djellal | Ouled Djellal |
| Sidi Khaled   | Sidi Khaled   |

### Provincia di Oum el-Bouaghi
| Distretto      | Capoluogo      |
| -------------- | -------------- |
| Aïn Babouche   | Aïn Babouche   |
| Aïn Beïda      | Aïn Beïda      |
| Aïn Fakroun    | Aïn Fakroun    |
| Aïn Kercha     | Aïn Kercha     |
| Aïn M'lila     | Aïn M'lila     |
| Dhalaa         | Dhalaa         |
| Fkirina        | Fkirina        |
| Ksar Sbahi     | Ksar Sbahi     |
| Meskyana       | Meskyana       |
| Oum el-Bouaghi | Oum el-Bouaghi |
| Souk Naamane   | Souk Naamane   |
| Sigus          | Sigus          |

### Provincia di Relizane
| Distretto            | Capoluogo            |
| -------------------- | -------------------- |
| Aïn Tarek            | Aïn Tarek            |
| Ammi Moussa          | Ammi Moussa          |
| Djidioua             | Djidioua             |
| El Hamadna           | El Hamadna           |
| El Matmar            | El Matmar            |
| Mazouna              | Mazouna              |
| Mendes               | Mendes               |
| Oued Rhiou           | Oued Rhiou           |
| Ramka                | Ramka                |
| Relizane             | Relizane             |
| Sidi M'Hamed Ben Ali | Sidi M'Hamed Ben Ali |
| Yellel               | Yellel               |
| Zemmora              | Zemmora              |

### Provincia di Saida
| Distretto      | Capoluogo      |
| -------------- | -------------- |
| Aïn El Hadjar  | Aïn El Hadjar  |
| El Hassasna    | El Hassasna    |
| Ouled Brahim   | Ouled Brahim   |
| Saida          | Saida          |
| Sidi Boubekeur | Sidi Boubekeur |
| Youb           | Youb           |

### Provincia di Sétif
| Distretto       | Capoluogo       |
| --------------- | --------------- |
| Aïn Arnat       | Aïn Arnat       |
| Aïn Azel        | Aïn Azel        |
| Aïn El Kebira   | Aïn El Kebira   |
| Aïn Oulmene     | Aïn Oulmene     |
| Amoucha         | Amoucha         |
| Babor           | Babor           |
| Beni Aziz       | Beni Aziz       |
| Beni Ourtilane  | Beni Ourtilane  |
| Bir El Arch     | Bir El Arch     |
| Bouandas        | Bouandas        |
| Bougaa          | Bougaa          |
| Djémila         | Djémila         |
| El Eulma        | El Eulma        |
| Guenzet         | Guenzet         |
| Guidjel         | Guidjel         |
| Hammam Guergour | Hammam Guergour |
| Hammam Soukhna  | Hammam Soukhna  |
| Maoklane        | Maoklane        |
| Salah Bey       | Salah Bey       |
| Sétif           | Sétif           |

### Provincia di Sidi Bel Abbes
| Distretto          | Capoluogo          |
| ------------------ | ------------------ |
| Aïn El Berd        | Aïn El Berd        |
| Ben Badis          | Ben Badis          |
| Marhoum            | Marhoum            |
| Merine             | Merine             |
| Mostefa Ben Brahim | Mostefa Ben Brahim |
| Moulay Slissen     | Moulay Slissen     |
| Ras El Ma          | Ras El Ma          |
| Sfisef             | Sfisef             |
| Sidi Ali Benyoub   | Sidi Ali Benyoub   |
| Sidi Ali Boussidi  | Sidi Ali Boussidi  |
| Sidi Bel Abbes     | Sidi Bel Abbes     |
| Sidi Lahcene       | Sidi Lahcene       |
| Telagh             | Telagh             |
| Tenira             | Tenira             |
| Tessala            | Tessala            |

### Provincia di Skikda
| Distretto      | Capoluogo      |
| -------------- | -------------- |
| Azzaba         | Azzaba         |
| Aïn Kechra     | Aïn Kechra     |
| Ben Azzouz     | Ben Azzouz     |
| Collo          | Collo          |
| El Hadaiek     | El Hadaiek     |
| El Harrouch    | El Harrouch    |
| Ouled Attia    | Ouled Attia    |
| Oum Toub       | Oum Toub       |
| Ramdane Djamel | Ramdane Djamel |
| Sidi Mezghiche | Sidi Mezghiche |
| Skikda         | Skikda         |
| Tamalous       | Tamalous       |
| Zitouna        | Zitouna        |

### Provincia di Souk Ahras
| Distretto      | Capoluogo      |
| -------------- | -------------- |
| Bir Bou Haouch | Bir Bou Haouch |
| Heddada        | Heddada        |
| Madaura        | Madaura        |
| Mechroha       | Mechroha       |
| Merahna        | Merahna        |
| Ouled Driss    | Ouled Driss    |
| Oum El Adhaim  | Oum El Adhaim  |
| Sedrata        | Sedrata        |
| Souk Ahras     | Souk Ahras     |
| Taoura         | Taoura         |

### Provincia di Tamanrasset
| Distretto   | Capoluogo   |
| ----------- | ----------- |
| Abalessa    | Abalessa    |
| Tamanrasset | Tamanrasset |
| Tazrouk     | Tazrouk     |

### Provincia di Tébessa
| Distretto     | Capoluogo     |
| ------------- | ------------- |
| Bir el-Ater   | Bir el-Ater   |
| Bir Mokkadem  | Bir Mokkadem  |
| Cheria        | Cheria        |
| El Aouinet    | El Aouinet    |
| El Kouif      | El Kouif      |
| El Ma Labiodh | El Ma Labiodh |
| El Ogla       | El Ogla       |
| Morsott       | Morsott       |
| Negrine       | Negrine       |
| Ouenza        | Ouenza        |
| Oum Ali       | Oum Ali       |
| Tébessa       | Tébessa       |

### Provincia di Tiaret
| Distretto     | Capoluogo     |
| ------------- | ------------- |
| Aïn Deheb     | Aïn Deheb     |
| Aïn Kermes    | Aïn Kermes    |
| Dahmouni      | Dahmouni      |
| Frenda        | Frenda        |
| Hamadia       | Hamadia       |
| Ksar Chellala | Ksar Chellala |
| Mahdia        | Mahdia        |
| Mechraa Safa  | Mechraa Safa  |
| Medroussa     | Medroussa     |
| Meghila       | Meghila       |
| Oued Lilli    | Oued Lilli    |
| Rahouia       | Rahouia       |
| Sougueur      | Sougueur      |
| Tiaret        | Tiaret        |

### Provincia di Timimoun
| Distretto | Capoluogo |
| --------- | --------- |
| Aougrout  | Aougrout  |
| Charouine | Charouine |
| Timimoun  | Timimoun  |
| Tinerkouk | Tinerkouk |

### Provincia di Tindouf
| Distretto | Capoluogo |
| --------- | --------- |
| Tindouf   | Tindouf   |

### Provincia di Tipasa
| Distretto    | Capoluogo    |
| ------------ | ------------ |
| Ahmar El Aïn | Ahmar El Aïn |
| Bou Ismaïl   | Bou Ismaïl   |
| Cherchell    | Cherchell    |
| Damous       | Damous       |
| Fouka        | Fouka        |
| Gouraya      | Gouraya      |
| Hadjout      | Hadjout      |
| Koléa        | Koléa        |
| Sidi Amar    | Sidi Amar    |
| Tipasa       | Tipasa       |

### Provincia di Tissemsilt
| Distretto                | Capoluogo                |
| ------------------------ | ------------------------ |
| Ammari                   | Ammari                   |
| Bordj Bou Naama          | Bordj Bou Naama          |
| Bordj El Emir Abdelkader | Bordj El Emir Abdelkader |
| Khemisti                 | Khemisti                 |
| Lardjem                  | Lardjem                  |
| Lazharia                 | Lazharia                 |
| Theniet El Had           | Theniet El Had           |
| Tissemsilt               | Tissemsilt               |

### Provincia di Tizi Ouzou
| Distretto           | Capoluogo           |
| ------------------- | ------------------- |
| Aïn El Hammam       | Aïn El Hammam       |
| Azazga              | Azazga              |
| Azeffoun            | Azeffoun            |
| Beni Douala         | Beni Douala         |
| Beni Yenni          | Beni Yenni          |
| Boghni              | Boghni              |
| Bouzguen            | Bouzguen            |
| Draâ Ben Khedda     | Draâ Ben Khedda     |
| Draâ El Mizan       | Draâ El Mizan       |
| Iferhounène         | Iferhounène         |
| Larbaâ Nath Irathen | Larbaâ Nath Irathen |
| Maâtkas             | Maâtkas             |
| Makouda             | Makouda             |
| Mekla               | Mekla               |
| Ouacif              | Ouacif              |
| Ouadhia             | Ouadhia             |
| Ouaguenoun          | Ouaguenoun          |
| Tigzirt             | Tigzirt             |
| Tizi Gheniff        | Tizi Gheniff        |
| Tizi Ouzou          | Tizi Ouzou          |
| Tizi Rached         | Tizi Rached         |

### Provincia di Tlemcen
| Distretto        | Capoluogo        |
| ---------------- | ---------------- |
| Aïn Tallout      | Aïn Tallout      |
| Bab El Assa      | Bab El Assa      |
| Beni Boussaid    | Beni Boussaid    |
| Beni Snous       | Beni Snous       |
| Bensekrane       | Bensekrane       |
| Chetouane        | Chetouane        |
| Fellaoucene      | Fellaoucene      |
| Ghazaouet        | Ghazaouet        |
| Hennaya          | Hennaya          |
| Honaïne          | Honaïne          |
| Maghnia          | Maghnia          |
| Mansoura         | Mansoura         |
| Marsa Ben M'Hidi | Marsa Ben M'Hidi |
| Nedroma          | Nedroma          |
| Ouled Mimoun     | Ouled Mimoun     |
| Remchi           | Remchi           |
| Sabra            | Sabra            |
| Sebdou           | Sebdou           |
| Sidi Djillali    | Sidi Djillali    |
| Tlemcen          | Tlemcen          |

### Provincia di Touggourt
| Distretto | Capoluogo |
| --------- | --------- |
| Megarine  | Megarine  |
| Taibet    | Taibet    |
| Tamacine  | Tamacine  |
| Touggourt | Touggourt |